# Мамедов, Нариман Габиб оглы
Нариман Габиб оглы Мамедов (азерб. Nəriman Həbib oğlu Məmmədov; 28 декабря 1928 года, Нахичевань, Азербайджанская ССР, СССР — 5 апреля 2015 года, Баку, Азербайджан) — советский, азербайджанский музыковед и композитор, профессор Бакинской музыкальной академии, народный артист Азербайджана (2005).

## Биография
В 1956 г. окончил Азербайджанскую консерваторию как музыковед, а в 1961 г. — класс композиции Джовдета Гаджиева. Музыкальный руководитель в Нахичеванском государственном драматическом театре имени Джалила Мамедкулизаде (1943—1946). В 1947—1961 гг. — преподаватель музыкального училища им. Асафа Зейналлы. В 1962 −1972 гг. преподавал в Азербайджанской консерватории.
С 1959 г. — в Институте архитектуры и искусства Академии наук Азербайджанской ССР: младший, научный и старший научный сотрудник. 
Автор статей и ряда книг по вопросам азербайджанского музыкального фольклора, среди которых «Об использовании мугамов в творчестве азербайджанских композиторов», «Музыковедение и музыкальная критика в республиках Закавказья», «Мугам и азербайджанский симфонизм» и других.
Автор балета «Умай» (по С. Вургуну, 1976), а также музыкальных комедий «Одна из шести» (1964, Азерб. т-р муз. комедии, Баку), «Мамедали едет на курорт», «Девушка спешит на свидание», которые были написаны совместно с Тофиком Бакихановым. Также написал более пятидесяти классических произведений для солистов, хора, оркестра народных инструментов и симфонического оркестра, симфониетт, романс и сюит, музыки к драматическим спектаклям: оратория «Азербайджан» (сл. А. Зейналлы, 1969); для орк. — поэмы «Драматическая» (1961), «Комсомол» (1962); для струнного оркестра, ударных и флейты — симфония No 1 (1967); для камерного оркестра — симфония No 2 (1970); концерты для фпейты с оркестром (1964, 1973); для хора, солистов и народных инструментов — кантата «Нахичевань» (сл. И. Сафарли, 1964).
Внес значительный вклад в пропаганду национального мугама, народных песенных и танцевальных мелодий. Романсы на слова азербайджанских поэтов: «Ты приходишь мне на память» (сл. Р. Рзы, 1961), «Твоей любовью» (сл. Р. Рзы, 1961), «Я простил» (сл. Р. Рзы, 1961); песни на слова азербайджанских поэтов: «Нежные взгляды» (сл. И. Сафарли, 1960), «Весенний край» (сл. А. Кюрчайлы, 1961), «Пусть любимая скажет» (сл. А. Зейналлы, 1963), «Вечер настал» (сл. Р. Зека, 1965), «На свадьбе» (сл. А. Бабаева, 1970), «Любящее сердце» (сл. А. Бабаева, 1971), «Дайте дорогу влюбленным» (сл. Ф. Годжи, 1972), «Мы друг другу ничего не сказал» (сл. И. Сафарли, 1972), «Азербайджан» (сл. А. Бабаева, 1974), «Когда меня не будет» (сл. А. Бабаева, 1974) и другие.

## Награды и звания
- Народный артист Азербайджана (2005)
- Персональная стипендия Президента Азербайджанской Республики (2002)[1]